# میلان (ماکو)
برای دیگر کاربردها، میلان (ابهام‌زدایی) را ببینید.
میلان (ماکو)، روستایی از توابع بخش بازرگان شهرستان ماکو در استان آذربایجان غربی ایران است.

## جمعیت
این روستا در دهستان ساری‌سو قرار دارد و براساس سرشماری مرکز آمار ایران در سال ۱۳۹۵، جمعیت آن ۵۴۵ نفر (۱۳۰ خانوار) بوده‌است. 